# Mandra (Grecia)
Mandra (in greco Δήμος Μάνδρας?) è un ex comune della Grecia nella periferia dell'Attica (unità periferica dell'Attica Occidentale) con 12 792 abitanti secondo i dati del censimento 2001.
È stato soppresso a seguito della riforma amministrativa, detta Programma Callicrate, in vigore dal gennaio 2011 ed è ora compreso nel comune di Mandra-Eidyllia.